# Argoed (Flint)
Pour les articles homonymes, voir Argoed.
Argoed est une localité du pays de Galles située dans le comté de Flint (Sir y Fflint).